# Rainer Springhorn
El Doctor Ranier Springhorn és un paleontòleg alemany, notable pel seu treball en el camp de la mastologia. L'any 1976 fou un dels guanyadors del Goedecke-Forschungspreis, un premi a la investigació lliurat per l'empresa farmacèutica Gödecke, actualment coneguda com a Pfizer.
Entre altres, descrigué els següents gèneres i espècies:
- Paroodectes feisti (1980)
- Proviverra edingeri (1982)